# 3-MCPD
O 3-MCPD (3-monocloropropano-1,2-diol ou 3-cloropropano-1,2-diol) é um composto químico orgânico, fazendo parte do grupo de contaminantes alimentares químicos mais comuns, os cloropropanóis. Suspeita-se que é carcinogénico nos humanos.
Surge principalmente nos alimentos através da hidrólise de proteínas quando o ácido hidroclorídrico é adicionado a altas temperaturas para acelerar a desintegração das proteínas em aminoácidos. Além disto, o cloreto pode reacionar com a estrutura baseada no glicerol dos lípidos para produzir o 3-MCPD. O 3-MCPD também pode estar em alimentos que estiveram em contacto com materiais contendo resinas epicloridrinadas usadas para produzir algumas sacas do chá e o revestimento das salsichas.
Em 2009, o 3-MCPD foi achado nalguns molhos da Ásia oriental e do Sudeste asiático tais como o molho de ostra, o molho de Hoisin e o molho de soja. Usar o ácido hidroclorídrico é muito mais rápido do que fermentação tradicional pelo apreciada pelos produtores, além do seu preço inferior; contudo, é responsável pela aparição dos cloropropanóis. Um estudo de 2013 da  Autoridade Europeia para a Segurança Alimentar apontou, como as principais fontes alimentares de 3-MCPD na Europa; a margarina, os óleos vegetais (excluindo o azeite de noz), as carnes conservadas, o pão e os produtos das confeitarias industriais.
O 3-MCPD pode encontrar-se também em veniagas de papel tratadas com resinas epicloridrinadas.

## Absorção e toxicidade
A Agência Internacional de Pesquisa no Cancro classificou o 3-MCPD no Grupo 2B, "possivelmente carcinogénico para humanos". O 3-MCPD é carcinogénico em roedores via um mecanismo não-genotóxico. Este composto consegue atravessar barreira hemato-testicular e a barreira hematoencefálica.
O 3-MCPD é causante de problemas na fertilidade masculina, sendo que é possível usá-lo como esterilizante químico de ratazanas.